# Битва на Хлібовому полі
Битва на Хлібовому полі (угор. Kenyérmezei csata, рум. Bătălia de la Câmpul Pâinii) — бій, що відбувся між угорськими і турецькими військами 13 жовтня 1479 року в Семигороді, на Хлібовому полі (угор. Kenyérmező), що на березі річки Муреш між містами Орештіє (Orăştie) та Себеш (Sebeş).
На чолі угорських військ були Павло Кініжі (Pál Kinizsi), Іштван Баторій (István Báthory), Вук Бранкович (Vuk Branković) та Басараб Лайота чел Бетрин (Basarab Laiotă cel Bătrân). Турецькими військами командували Алі Кодша (Ali Kodsha) та Басараб Цепелюш чел Тинер (Basarab Ţepeluş cel Tânăr)
9 жовтня турецька армія ввійшла на територію Трансільванії біля містечка Кальнік (Câlnic) і розграбувала кілька сіл та торгових містечок і взяла в полон багато місцевих жителів (угорців, волохів та саксів).
13 жовтня 1479 року на Хлібовому полі почалася основна битва. Турецькі війська нараховували понад 20 тисяч чоловік. Угорське військо мало загалом 12 — 15 тисяч чоловік.
Угорське військо розгромило турецьку армію. Рештки турецької армій втекли в гори, де більшість з них були вбиті місцевим населенням. Втрати угорського війська склали близько 3000 чоловік.